# 東川駅 (大邱広域市)
東川駅（トンチョンえき）は、大韓民国大邱広域市北区にある大邱交通公社（DTRO）3号線の駅である。駅番号は315。

## 駅構造
相対式ホーム2面2線の高架駅。
のりば
※のりば番号の設定は無し。
| 上り | ●大邱都市鉄道3号線 | 八莒・鶴亭・漆谷慶大病院方面 |
| 下り | ●大邱都市鉄道3号線 | 漆谷雲岩・鳩岩・龍池方面     |

## 駅周辺
- 東川洞住民センター
- 亀寿山図書館
- 大邱大川初等学校
- 大邱北部初等学校
- 大邱函芝初等学校
- 大邱東坪初等学校
- 大東橋
- 東川近隣公園

## 歴史
- 2015年4月23日: 3号線の開業とともに開業。

## 写真

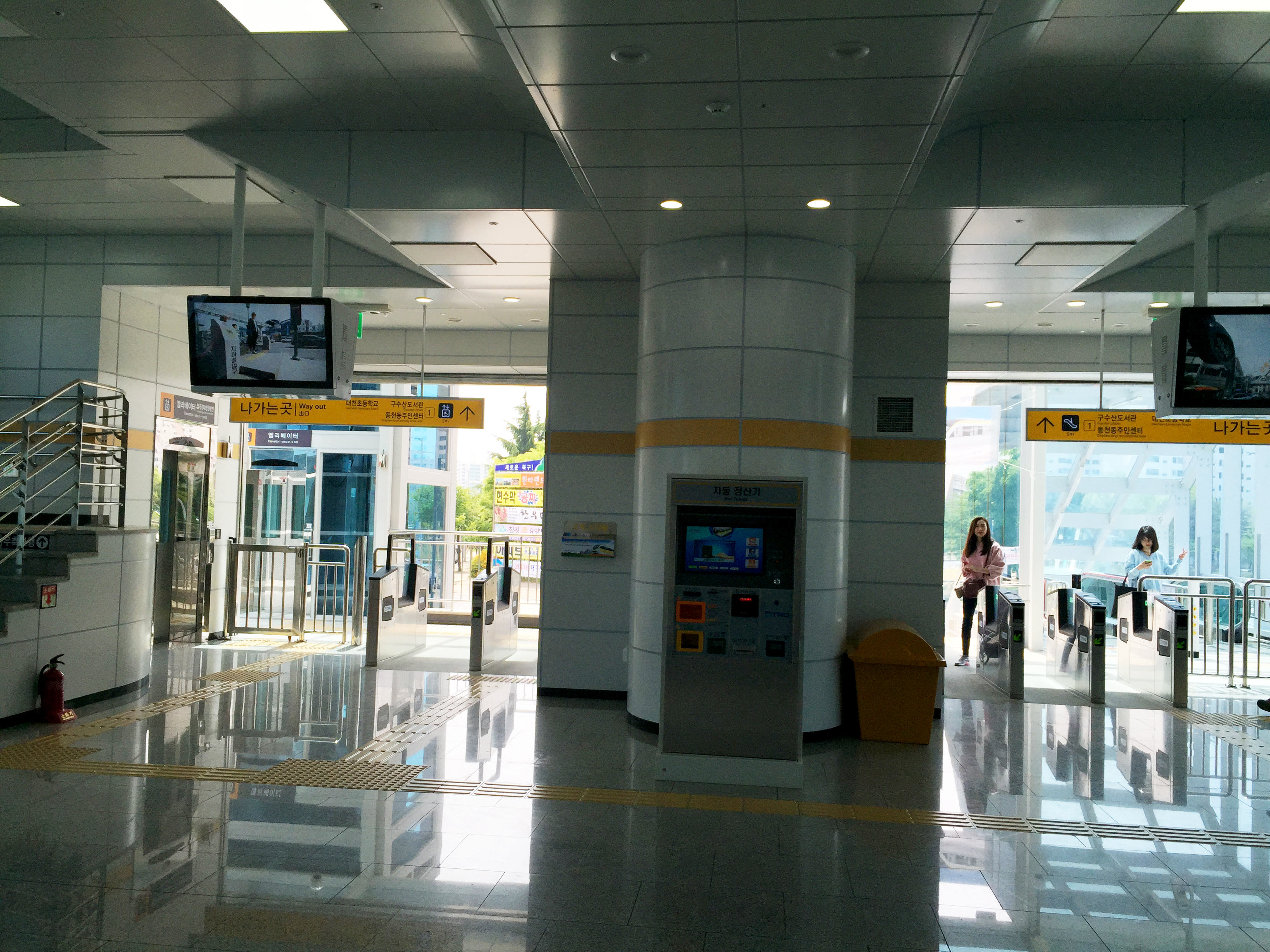
改札口
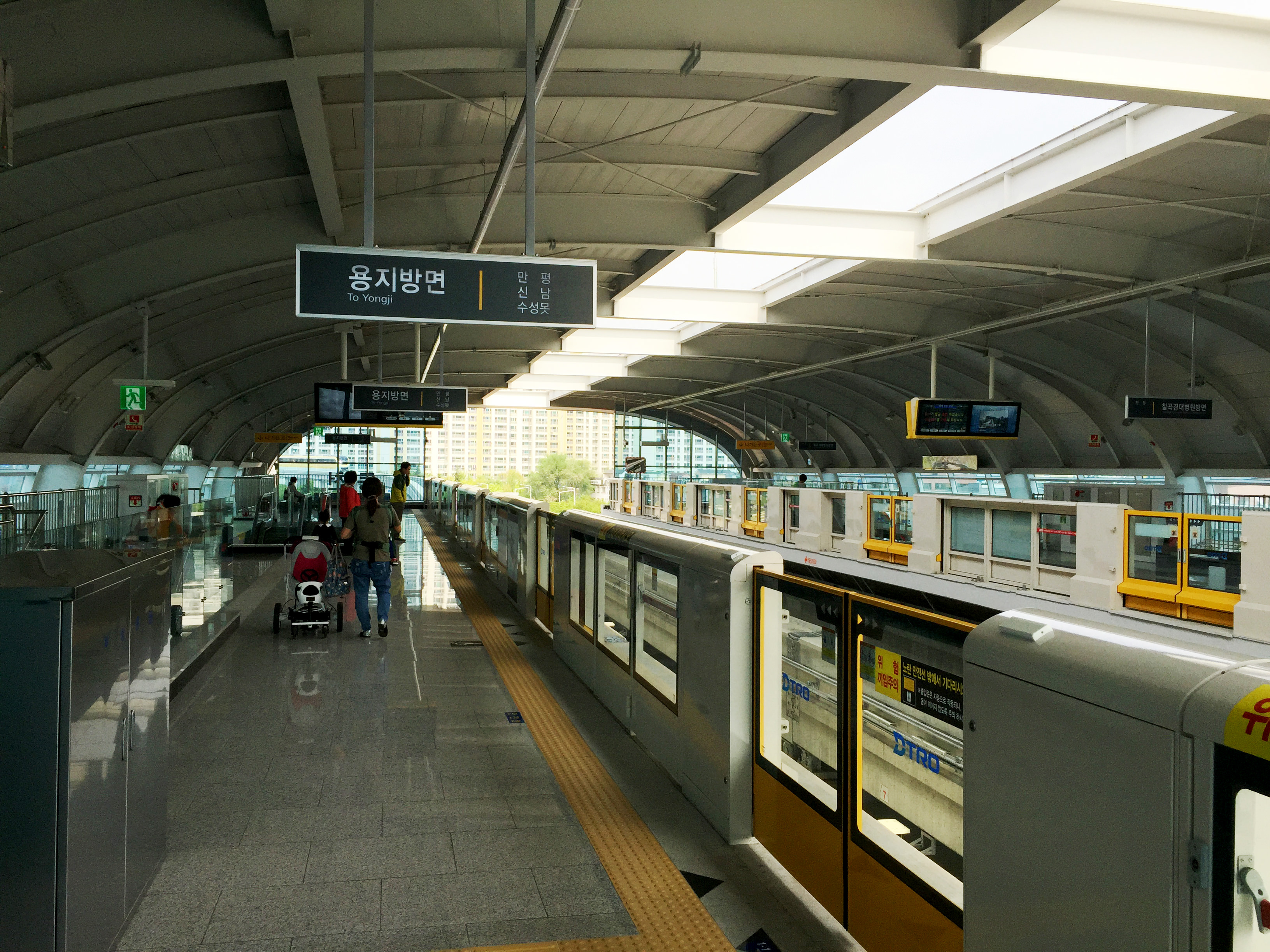
乗り場
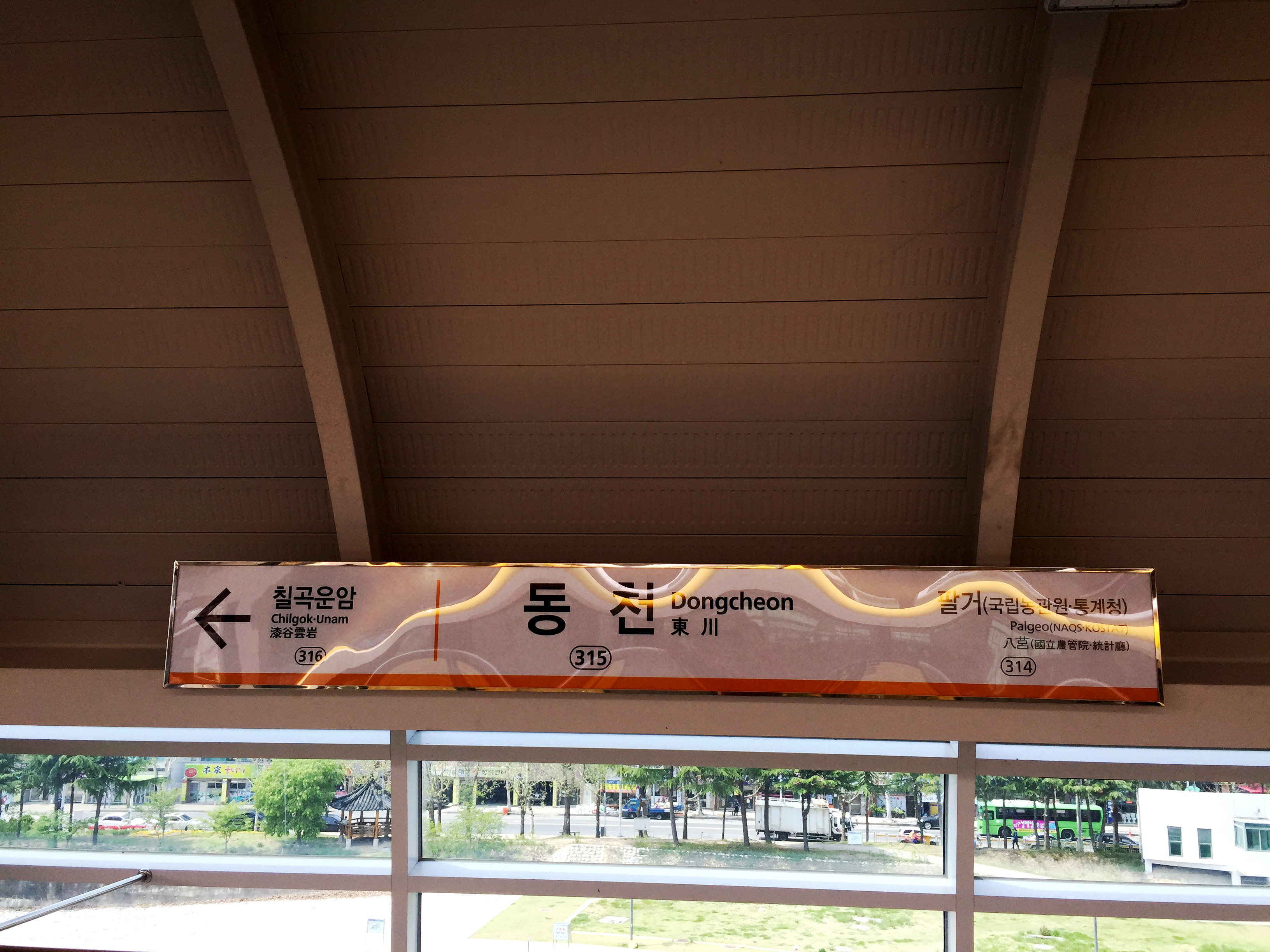
駅名標

## 隣の駅
大邱交通公社
●3号線
八莒駅 (314) - 東川駅 (315) - 漆谷雲岩駅 (316)